# 1865 Цербер
Вижте пояснителната страница за други значения на Цербер.
Цербер е астероид, чиято орбита се пресича с тези на Земята и Марс. Открит е на 26 октомври 1971 г. от чешкия астроном Лубош Кохоутек.